# قصیبه (نبطیه)
قصیبه (به عربی: القصیبة) یک منطقهٔ مسکونی در لبنان است که در شهرستان نبطیه واقع شده‌است. قصیبه ۸٬۴۰۰ نفر جمعیت دارد و ۴۰۰ متر بالاتر از سطح دریا واقع شده‌است.